# Rhipidia longurio
Rhipidia longurio är en tvåvingeart som först beskrevs av Alexander 1938.  Rhipidia longurio ingår i släktet Rhipidia och familjen småharkrankar. Inga underarter finns listade i Catalogue of Life.